# لیپنگتسا ماوا
لیپنگتسا ماوا (به لاتین: Lipnica Mała) یک روستا در لهستان است که در گمینا یابوونکا واقع شده‌است. لیپنگتسا ماوا ۲٬۹۰۰ نفر جمعیت دارد.